# Fua
Fua, właśc. Fernando José Gomes Pinto (ur. 7 kwietnia 1969 w Luandzie) – angolski piłkarz występujący na pozycji napastnika.

## Kariera klubowa
Fua karierę rozpoczynał w 1987 roku w trzecioligowym portugalskim zespole AD Ovarense. Jego barwy reprezentował przez dwa sezony. Następnie grał także trzecioligowej drużynie Leça FC, a także w drugoligowym FC Maia. W 1991 roku został zawodnikiem pierwszoligowego SCU Torreense. Spędził tam sezon 1991/1992, a potem odszedł do drugoligowej Académiki Coimbra, gdzie występował w sezonie 1992/1993.
Przez następne cztery sezony Fua występował w zespołach pierwszej ligi – przez jeden w Boaviście, a także przez trzy w União Leiria. Potem grał w klubach drugoligowych (Moreirense FC), trzecioligowych (AD Machico, Imortal DC), czwartoligowych (Esperança Lagos, FC Pedras Rubras, CA Macedo de Cavaleiros) oraz w angielskim Oxford City (VII liga). W 2002 roku zakończył karierę.

## Kariera reprezentacyjna
W 1996 roku Fua został powołany do reprezentacji Angoli na Puchar Narodów Afryki, zakończony przez Angolę na fazie grupowej. Zagrał na nim w meczach z Egiptem (1:2), RPA (0:1) oraz Kamerunem (3:3).